# フィドニシの戦い
フィドニシの戦い（英語: Battle of Fidonisi）は、露土戦争中の1788年7月14日に黒海のズミイヌイ島（ギリシャ語でフィドニシ島: Φιδονήσι）付近でロシア帝国とオスマン帝国の間で戦われた海戦である。戦闘はロシアの勝利に終わった。

## 戦況
6月29日、ロシア海軍の拠点セヴァストポリを発したマルコ・イヴァノビッチ・ヴォイノビッチ海軍少将率いるロシア艦隊は、7月10日、大提督カプダン・パシャに率いられたトルコ艦隊を北西に発見した。このトルコ艦隊は同日テンドラ島に入った。ロシア艦隊が3日にわたり動き回ったのち、キンバーンの南方およそ100マイルにあるフィドニシ島付近でトルコ艦隊を捕捉した。
ヴォイノビッチは北東側の左舷を開く陣形をとると、風向きが南東方向へ変化した。これに耐えたトルコ艦隊は、3時以降風上から攻撃し始めた。ロシア艦隊旗艦のフリゲートBerislavとStryelaはトルコ艦隊の陣形を崩そうと試みたが、逆に船団を分断されかける危機に陥った。そこでSv. Pavelに乗っていた副司令官フョードル・ウシャコフが艦列の隙を埋めた。
トルコ艦隊のジェリザイルリ・ガーズィ・ハサン・パシャはロシア艦隊の旗艦を攻撃、彼の麾下の海軍中将や少将はヴォイノビッチを狙った。しかし乗船が損傷し、彼は5時前に戦線離脱を余儀なくされ、他の艦船もこれに従って撤退した。トルコ艦隊は1隻のジーベックを失った。
15日から17日にかけて、ロシアとトルコの艦隊は西方のクリミアへ移動した。18日、トルコ艦隊は姿を消して包囲下のオチャーコフに入港した。この後オチャーコフはロシア軍により陥落し、ハサン・パシャらは捕虜となった。（オチャーコフ攻囲戦 (1788年)）

## 艦隊構成

### ロシア(イワノビッチ・ヴォイノビッチ)
Preobrazhenie Gospodne 66

Sv. Pavel 66

Sv. Andrei 50

Sv. Georgii 50

Legkii 44

Perun 44

Pobyeda 44

Stryela 44

Berislav 40

Fanagoria 40

Kinburn 40

Taganrog 34

他小型船24隻

### トルコ(ハサン・パシャ)
80門級戦艦　5隻

その他の戦艦　12隻

フリゲート　8隻

ジーベック　21隻、1隻損失

爆弾船　3隻

他小型船少数